# Stephen South
 Stephen South  va ser un pilot de curses automobilístiques britànic que va arribar a disputar curses de Fórmula 1.
Va néixer el 19 de febrer del 1952 a Harrow, Middlesex, Anglaterra.

## A la F1
Stephen South va debutar a la quarta cursa de la temporada 1980 (la 31a temporada de la història) del campionat del món de la Fórmula 1, disputant el 30 de març del 1980 el G.P. de l'oest dels Estats Units al circuit de Long Beach.
Va participar en una única cursa puntuable pel campionat de la F1 en substitució del lesionat Alain Prost, no aconseguint classificar-se per disputar la cursa i no assolí cap punt pel campionat del món de pilots.
La seva carrera es va veure troncada quan va perdre part d'una cama en un accident disputant una cursa al campionat Can Am.

## Resultats a la Fórmula 1
| Any  | Equip                 | Xassís  | Motor    | 1   | 2   | 3   | 4         | 5   | 6   | 7   | 8   | 9   | 10  | 11  | 12  | 13  | 14  | Posició | Punts |
| ---- | --------------------- | ------- | -------- | --- | --- | --- | --------- | --- | --- | --- | --- | --- | --- | --- | --- | --- | --- | ------- | ----- |
| 1980 | Marlboro Team McLaren | McLaren | Cosworth | ARG | BRA | SUD | O.USA NVQ | BEL | MON | FRA | GBR | ALE | AUT | HOL | ITA | CAN | USA | -       | 0     |

### Resum
| Curses: | Victòries: | Pòdiums: | Poles: | Voltes ràpides: | Punts: |
| ------- | ---------- | -------- | ------ | --------------- | ------ |
| 1 (0)   | 0          | 0        | 0      | 0               | 0      |